# Electric Eye (álbum)
Electric Eye é o segundo álbum de estúdio da banda de Rock cristão Prodigal, lançado em 1984.

## Conceito
O perfil lírico deste álbum como um todo não se baseia no padrão típico das letras de bandas cristãs da época, porém, reflete muito sobre a vida no mundo moderno, vendo-o a partir de uma perspectiva espiritual.  Com "Electric Eye", Prodigal tornou-se uma das bandas mais visionárias da música cristã nos anos 80. A fusão do Rock com New Wave criou um som bastante específico para a banda, juntamente com canções instantaneamente memoráveis e letras inteligentemente escritas.
O conteúdo de "Electric Eye" é claramente retratado na capa deste álbum. O fato de o ser humano atual ter se cercado com tantas coisas para ser entreter e consumir o seu tempo, faz com que a diferença entre o artificial e a realidade não seja apenas turva, mas sim, que o artificial chegue ao ponto de ser mais "real" na visão de muitos. Tal conceito é traduzido no relâmpago mostrado através da janela, o qual está desbotado e sem vida, enquanto o mesmo relâmpago, mostrado na televisão abaixo da janela, é muito mais vibrante ao sair. Essa ideia também é expressa de diferentes formas nas canções do álbum, juntamente com uma série de outras questões que são tão pungentes e questionadoras não só para os cristãos, como também para qualquer pessoa.
Havia ainda uma grande novidade extra neste trabalho: um programa de computador foi masterizado em um "stop-groove" no final do lado B do disco de Vinil, onde foi inserida uma "faixa bônus oculta" que continha um código para ser lido no velho computador Commodore 64 (muito popular na época). Usando uma unidade de fita, qualquer um podia pode obter informações de bônus sobre o álbum, juntamente com fotos, letras e uma mensagem da banda, criando assim, o conceito de faixa multimídia interativa.  Isso pode ter se tornado comum com o surgimento dos cds posteriormente, mas foi totalmente revolucionário em 1984, pois foi a primeira vez que isto havia sido feito na indústria fonográfica mundial.

## Faixas

### Lado A
1. "Scene of the Crime" - 04:44
2. "Fast Forward" - 04:43
3. "Masks" - 04:05
4. "Just What I Need" - 03:08
5. "Emerald City" - 03:23

### Lado B
1. "Electric Eye" - 05:00
2. "Bobby" - 03:18
3. "Shout it Out" - 03:25
4. "Neon" - 05:15
5. "Boxes" -  03:35
6. "Turn Your Eyes Upon Jesus" - 00:48

## Créditos
- Teclados, Vocais: Loyd Boldman
- Bateria, Vocais: Dave Workman
- Guitarras, Saxofone, Vocais: Rick Fields
- Contra Baixo: Mike Wilson
- Produtor: Jon Phelps
- Engenheiros de Gravação: Greg McNeily, Rytt Hershburg, Brad Kuenning e Paul Thompson
- Mixagem: Gary Platt
- Masterização: Mike Fuller